# Grand Prix ISU juniores in Francia
Il Grand Prix ISU juniores in Francia è una competizione internazionale di pattinaggio di figura. Si tiene in autunno e fa parte del circuito Grand Prix ISU juniores di pattinaggio di figura. Le medaglie sono assegnate nelle discipline del singolo maschile, singolo femminile, coppie e danza su ghiaccio.

## Vincitori

### Singolo maschile
| Anno        | Luogo         | Oro                 | Argento             | Bronzo             |
| 1997        | Saint-Gervais | Timothy Goebel      | Matthew Savoie      | David Jaschke      |
| 1998        | Saint-Gervais | Vincent Restencourt | Ryan Bradley        | Matthew Savoie     |
| 2000        | Saint-Gervais | Anton Smirnov       | Nicholas Young      | Marc Olivier Bosse |
| 2002        | Courchevel    | Aleksandr Šubin     | Evan Lysacek        | Jordan Brauninger  |
| 2004        | Courchevel    | Yannick Ponsero     | Andrei Lutai        | Jérémie Colot      |
| 2006        | Courchevel    | Austin Kanallakan   | Curran Oi           | Jeremy Ten         |
| 2008        | Courchevel    | Michal Březina      | Armin Mahbanoozadeh | Florent Amodio     |
| 2010        | Courchevel    | Andrei Rogozine     | Jason Brown         | Max Aaron          |
| 2012        | Courchevel    | Jin Boyang          | Jason Brown         | Ryuju Hino         |
| 2014        | Courchevel    | Lee June-hyoung     | Sōta Yamamoto       | Aleksandr Samarin  |
| 2016        | Saint-Gervais | Roman Savosin       | Il'ja Skirda        | Koshiro Shimada    |
| 2016 Finale | Marsiglia     | Dmitrij Aliev       | Aleksandr Samarin   | Cha Jun-hwan       |
| 2019        | Courchevel    | Yūma Kagiyama       | Aleksa Rakic        | Andrei Kutovoi     |
| 2021 I      | Courchevel    | Ilia Malinin        | Lucas Broussard     | François Pitot     |
| 2021 II     | Courchevel    | Wesley Chiu         | Arlet Levandi       | Edward Appleby     |
| 2022        | Courchevel    | Shunsuke Nakamura   | Cha Young-huyn      | Ryoga Morimoto     |

### Singolo femminile
| Anno        | Luogo         | Oro                | Argento             | Bronzo            |
| 1997        | Saint-Gervais | Elena Pingačëva    | Andrea Diewald      | Shelby Lyons      |
| 1998        | Saint-Gervais | Irina Nikolaeva    | Anna Jurkiewicz     | Dar'ja Timošenko  |
| 2000        | Saint-Gervais | Kristina Oblasova  | Susanne Stadlmüller | Sarah Meier       |
| 2002        | Courchevel    | Carolina Kostner   | Alissa Czisny       | Signe Ronka       |
| 2004        | Courchevel    | Meagan Duhamel     | Kimmie Meissner     | Jessica Houston   |
| 2006        | Courchevel    | Ashley Wagner      | Megan Hyatt         | Stefania Berton   |
| 2008        | Courchevel    | Kristine Musademba | Becky Bereswill     | Diane Szmiett     |
| 2010        | Courchevel    | Polina Šelepen     | Yasmin Siraj        | Rosa Sheveleva    |
| 2012        | Courchevel    | Elena Radionova    | Rika Hongō          | Uliana Titushkina |
| 2014        | Courchevel    | Evgenija Medvedeva | Rin Nitaya          | Amber Glenn       |
| 2016        | Saint-Gervais | Alina Zagitova     | Kaori Sakamoto      | Rin Nitaya        |
| 2016 Finale | Marsiglia     | Alina Zagitova     | Anastasija Gubanova | Kaori Sakamoto    |
| 2019        | Courchevel    | Kamila Valieva     | Wi Seo-yeong        | Majja Chromych    |
| 2021 I      | Courchevel    | Lindsay Thorngren  | Kaiya Ruiter        | Clare Seo         |
| 2021 II     | Courchevel    | Isabeau Levito     | Kim Chae-yeon       | Kaiya Ruiter      |
| 2022        | Courchevel    | Hana Yoshida       | Ayumi Shibayama     | Kim Yu-jae        |

### Coppie
| Anno        | Luogo         | Oro                                   | Argento                            | Bronzo                                    |
| 1997        | Saint-Gervais | Svetlana Nikolaeva / Aleksej Sokolov  | Natalie Vlandis / Jered Guzman     | Stefanie Weiss / Matthias Bleyer          |
| 1998        | Saint-Gervais | Julija Obertas / Dmytro Palamarčuk    | Viktoria Šklover / Valdis Mintals  | Jaisa MacAdam / Garrett Lucash            |
| 2000        | Saint-Gervais | Kristen Roth / Michael McPherson      | Svetlana Nikolaeva / Pavel Lebedev | Viktoria Shklover / Valdis Mintals        |
| 2002        | Courchevel    | Carla Montgomery / Ryan Arnold        | Elena Rjabčuk / Stanislav Zakharov | Anastasija Kuz'mina / Stanislav Evdokimov |
| 2004        | Courchevel    | Mariel Miller / Rockne Brubaker       | Arina Ušakova / Aleksandr Popov    | Brooke Castile / Benjamin Okolski         |
| 2016 Finale | Marsiglia     | Anastasija Mišina / Vladislav Mirzoev | Anna Dušková / Martin Bidař        | Aleksandra Bojkova / Dmitrij Kozlovskij   |

### Danza su ghiaccio
| Anno        | Luogo         | Oro                                     | Argento                                  | Bronzo                                        |
| 1997        | Saint-Gervais | Flavia Ottaviani / Massimo Scali        | Zita Gebora / Andras Visontai            | Julija Holovina / Denis Jehorov               |
| 1998        | Saint-Gervais | Tetjana Kurkudym / Jurij Kočerženko     | Jamie Silverstein / Justin Pekarek       | Nelly Gourvest / Cédric Pernet                |
| 2000        | Saint-Gervais | Alla Beknazarova / Jurij Kočerženko     | Lucie Kadlčáková / Hynek Bílek           | Marielle Bernard / Damien Biancotto           |
| 2002        | Courchevel    | Oksana Domnina / Maksim Šabalin         | Christina Beier / William Beier          | Melissa Piperno / Liam Dougherty              |
| 2004        | Courchevel    | Morgan Matthews / Maxim Zavozin         | Tessa Virtue / Scott Moir                | Pernelle Carron / Edouard Dezutter            |
| 2006        | Courchevel    | Ekaterina Bobrova / Dmitrij Solov'ëv    | Madison Hubbell / Keiffer Hubbell        | Élodie Brouiller / Benoît Richaud             |
| 2008        | Courchevel    | Maia Shibutani / Alex Shibutani         | Kharis Ralph / Asher Hill                | Lucie Myslivečková / Matěj Novák              |
| 2010        | Courchevel    | Aleksandra Stepanova/ Ivan Bukin        | Anastasia Cannuscio/ Colin McManus       | Evgenija Kosigina/ Nikolaj Moroškin           |
| 2012        | Courchevel    | Gabriella Papadakis / Guillaume Cizeron | Valeria Zenkova / Valerie Sinitsin       | Madeline Edwards / Zhao Kai Pang              |
| 2014        | Courchevel    | Alla Loboda / Pavel Drozd               | Madeline Edwards / Zhao Kai Pang         | Anastasija Špilevaja / Grigorij Smirnov       |
| 2016        | Saint-Gervais | Angélique Abachkina / Louis Thauron     | Christina Carreira / Anthony Ponomarenko | Sof'ja Poliščuk / Aleksandr Vachnov           |
| 2016 Finale | Marsiglia     | Rachel Parsons / Michael Parsons        | Alla Loboda / Pavel Drozd                | Lorraine McNamara / Quinn Carpenter           |
| 2019        | Courchevel    | Elizaveta Šanaeva / Devid Narižnyj      | Loïcia Demougeot / Théo Le Mercier       | Ekaterina Katashinskaia / Aleksandr Vaskovich |
| 2021 I      | Courchevel    | Katarina Wolfkostin / Jeffrey Chen      | Miku Makita / Tyler Gunara               | Hannah Lim / Ye Quan                          |
| 2021 II     | Courchevel    | Oona Brown / Gage Brown                 | Isabella Flores / Dimitry Tsarevski      | Solene Mazingue / Marko Gaidajenko            |
| 2022        | Courchevel    | Hannah Lim / Ye Quan                    | Célina Fradji / Jean-Hans Fourneaux      | Vanessa Pham / Jonathan Rogers                |